# Вождь Джозеф
Вождь Джозеф або Хінматон-Ялаткіт (також Hinmuuttu-yalatlat — «грім, що котиться-з-гори» або Hinmatóoyalahtq'it — «грім, який-мігрує-у-вищі сфери», * 3 березня 1840; † 21 вересня 1904) був вождем групи Вал-лам-ват-каїн (зазвичай званої Валлова) індіанців племені не-ерсе з долини річки Валлова в північно-східному Орегоні. Під кінець індіанських воєн під час війни не-персе він зробив собі ім'я розумного військового тактика.
У молодості він був відомий як Молодий Джозеф, тому що його батько Та-віт Ту-ека-кас («Найстарший гризлі» — «Найстарший гризлі», близько 1785—1871 рр.) був одним із перших не-персе, хрещених там же першим і тому його часто називають Старим вождем Джозефом (або Джозефом Старшим).